# Motorkanon

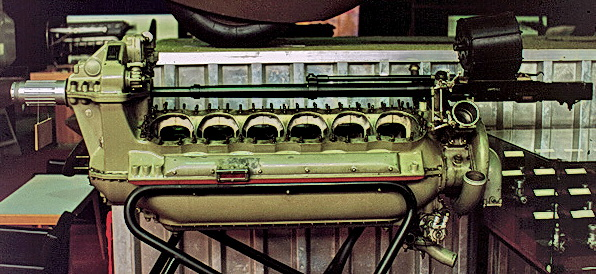
Fransk Hispano-Suiza 12Y flygmotor (cylinderblocken borttagna) med en Hispano-Suiza HS-404-motorkanon installerad.

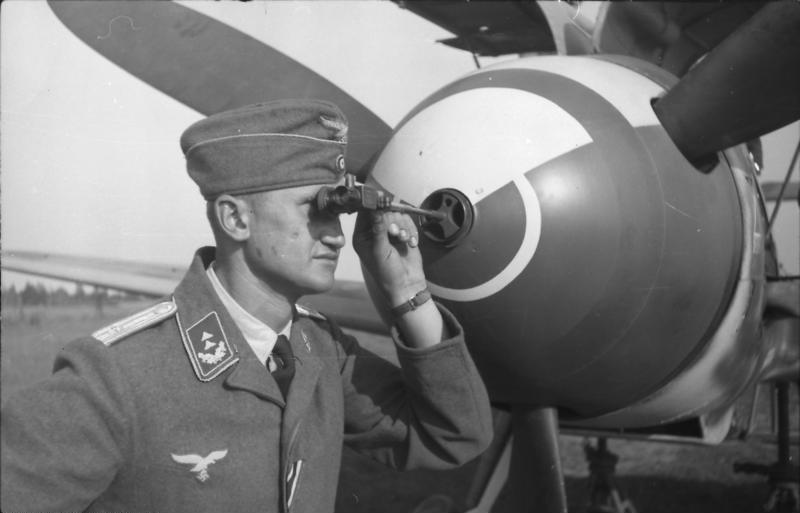
Tysk flygsoldat under andra världskriget som inspekterar inriktningen hos en Bf 109:s motorkanon genom eldkanalens mynning i propellernavet.

Motorkanon (jämför tyska: motorkanone) är en äldre typ av flygplansbeväpning där en automatkanon (eller dito) sitter monterad bakom flygmotorn på ett sådant sätt att den kan skjuta genom propellernavet på flygplanet, vilket har den praktiska fördelen att flygföraren enkelt kan rikta vapnet, men gentemot annan bakom propeller nosmonterad beväpning den tekniska fördelen att vapnet inte kräver synkroniseringsanordning och därmed kan vara av avsevärt högre kaliber, vilka annars bara lämpar sig för montering i eller under vingar.

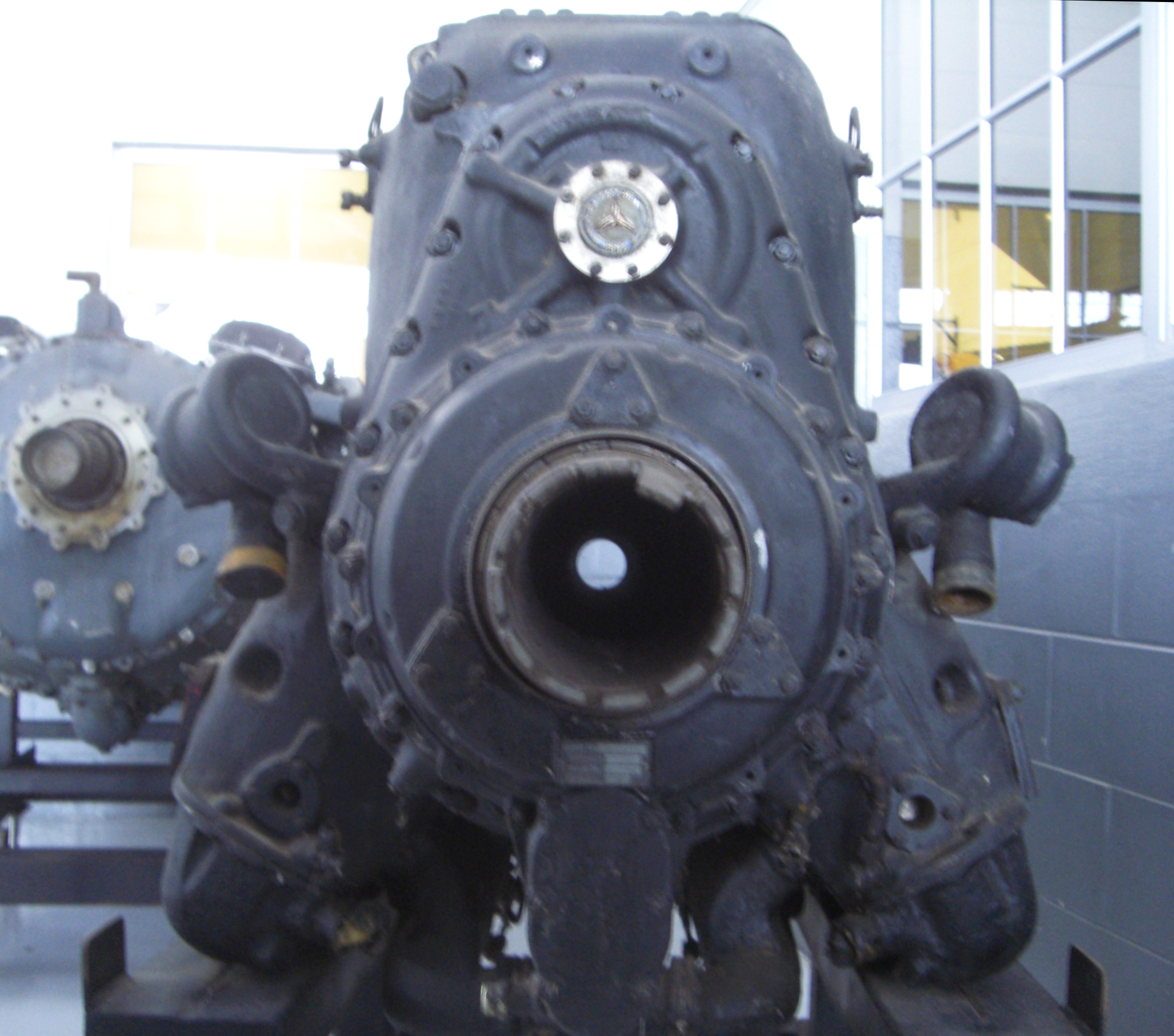
Eldkanalen på en Daimler-Benz DB 605-flygmotor.

För att montera en motorkanon behövs en särskilt konstruerad flygmotor som tillåter sådan installation, vilket av tekniska skäl helst utgörs av V-motorer, där eldkanalen kan läggas mellan cylinderblocken. Därtill är propelleraxeln förskjuten med en reduktionsväxel så att den ligger i linje med kanonen och har en hålighet i propellernavet.